# Jacques Bizard
Pour les articles homonymes, voir Bizard.
Jacques Bizard, né à Neuchâtel en 1642 et mort à Montréal le 5 décembre 1692, est un militaire et le premier seigneur de l'île Bizard de 1678 à 1692.

## Biographie
En 1676, Il succède à Zacharie Dupuis (1608-1676) au poste de major de Montréal le 1er mai 1677.
En 1678, Frontenac lui concède la seigneurie de l'Île Bonaventure, qui devient l'île Bizard (dans la région de Montréal). 
Le pont Jacques-Bizard et l'île Bizard sont nommés à son honneur. 